# 수영 올림픽 기록 목록

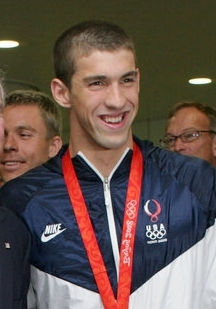
마이클 펠프스는 수영 개인종목 3개, 단체종목 올림픽 기록 2개를 보유하고 있다.

국제 올림픽 위원회 (IOC)는 올림픽 대회의 수영 종목에서 세부종목별 최단기록을 공인하고 있다. 첫 대회인 1896년 하계 올림픽부터 남자 수영은 공식 종목으로 채택되었고, 1912년 하계 올림픽부터는 여성 수영 종목도 채택되어 지금까지 열리고 있다. 오늘날에는 정규 규격을 지닌 수영장에서 경기가 치러지지만, 1896년 하계 올림픽의 첫 수영 경기는 에게해 바다에서 열렸으며, 각 선수들이 해안까지 헤엄치는 것이 경기 방식이었다. 그해 우승자는 헝가리의 알프레드 하요스로 2관왕을 달성하였으며, "살고자 하는 나의 의지가 승리하려는 욕심을 완전히 압도했다"고 밝히고 있다. 1900년 하계 올림픽에서도 센강에서 수영 경기가 열렸으며, 1908년 하계 올림픽에서는 런던 화이트 시티 스타디움의 육상 트랙 내부공간에 100m 수영장을 설치해 경기를 진행하였다.
올림픽 수영 종목은 자유형, 배영, 평영, 접영의 네 가지 수영 방식으로 분류되며, 다양한 거리와 더불어 개인 / 단체 계주 경기로 나누어 진행된다. 혼영 수영 경기도 개인 / 단체 계주 종목이 개최되고 있으며, 이 경기에는 네가지 수영 방식을 모두 사용한다. 가장 최근 대회인 2020년 도쿄 올림픽에서는 남녀 종목 통틀어 총 35개 세부종목이 치러졌다. 

현재 올림픽 수영 기록의 35개 종목 가운데 선수 국적별로 분류하면 미국의 기록이 14개, 오스트레일리아 7개, 중화인민공화국 4개, 헝가리 3개, 영국과 남아프리카 공화국이 각각 2개, 러시아 올림픽 위원회와 스웨덴이 각각 1개를 보유중이다. 대회별로 따지면 2020년 도쿄 올림픽에서 세워진 기록 20개, 2016년 리우 올림픽 7개, 2012년 런던 올림픽 3개, 2008년 베이징 올림픽에서 세워진 기록 5개가 아직도 올림픽 신기록으로 남아 있다.

## 남자 기록

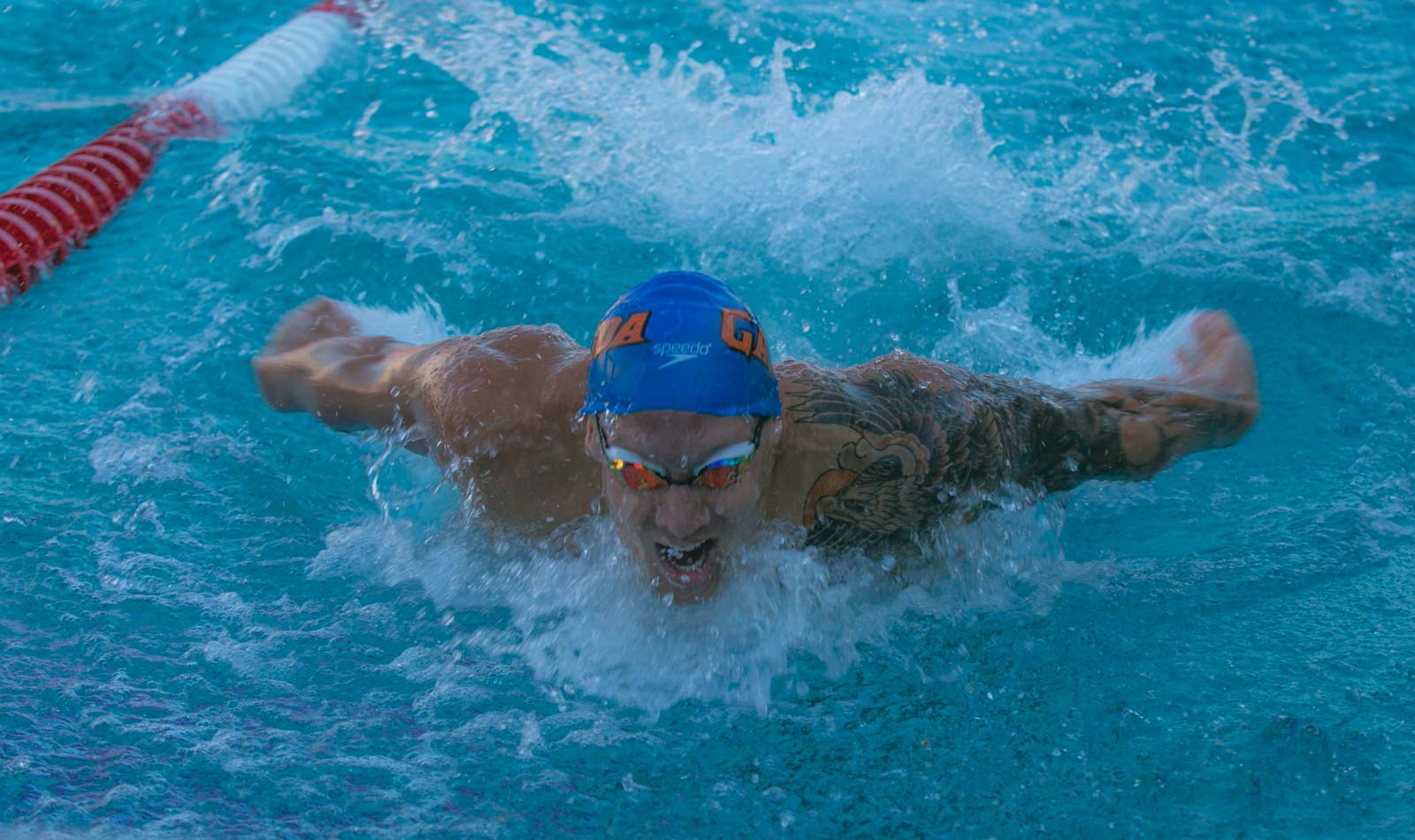
2020년 도쿄올림픽 수영 개인 종목 3개 부문에서 올림픽 신기록을 세운 케일럽 드레슬

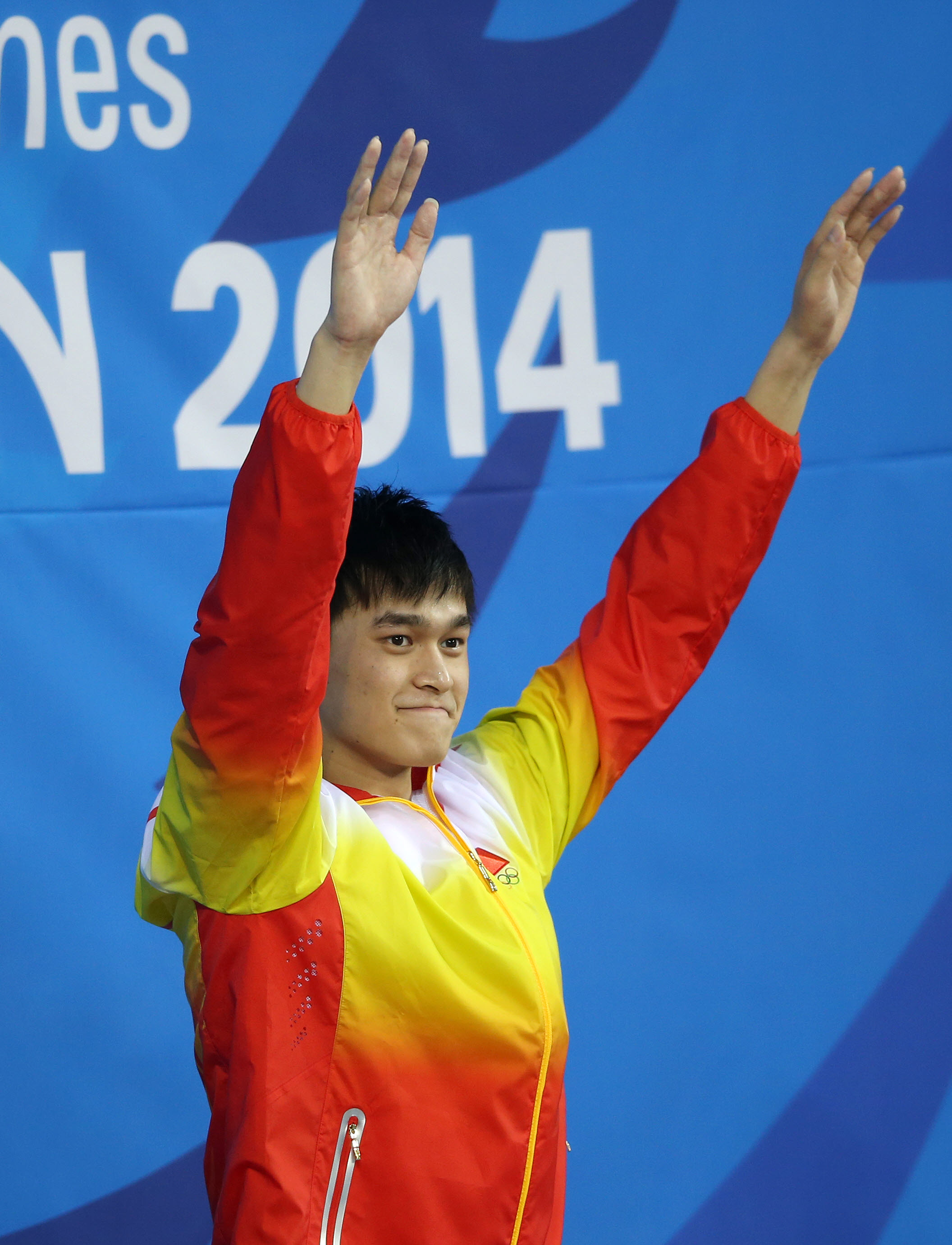
2012년 런던 올림픽에 2개 종목에서 올림픽 기록을 세운 쑨양

◆ 표는 현재 세계 기록에도 해당된다. 세계기록의 기준은 2020년 도쿄 올림픽 폐막일을 기준일로 하며, 기준대회는 IOC 공인 대회만 인정한다.
| 종목               | 기록      | 선수                                                                                        | 국적                       | 대회          | 날짜            | 주     |
| ------------------ | --------- | ------------------------------------------------------------------------------------------- | -------------------------- | ------------- | --------------- | ------ |
| 50m 자유형         | 21.07     | 케일럽 드레슬                                                                               | 미국 (USA)                 | 2020년 도쿄   | 2021년 8월 1일  |        |
| 100m 자유형        | 47.02     | 케일럽 드레슬                                                                               | 미국 (USA)                 | 2020년 도쿄   | 2021년 7월 29일 |        |
| 200m 자유형        | 1:42.96   | 마이클 펠프스                                                                               | 미국 (USA)                 | 2008년 베이징 | 2008년 8월 12일 | [ 5 ]  |
| 400m 자유형        | 3:40.14   | 쑨양                                                                                        | 중화인민공화국 (CHN)       | 2012년 런던   | 2012년 7월 28일 | [ 6 ]  |
| 800m 자유형        | 7:41.28   | 미하일로 로만추크                                                                           | 우크라이나 (UKR)           | 2020년 도쿄   | 2021년 7월 27일 | [B]    |
| 1500m 자유형       | ♦14:31.02 | 쑨양                                                                                        | 중화인민공화국 (CHN)       | 2012년 런던   | 2012년 8월 4일  | [ 8 ]  |
| 100m 배영          | 51.85     | 라이언 머피                                                                                 | 미국 (USA)                 | 2016년 리우   | 2016년 8월 13일 | [B]    |
| 200m 배영          | 1:53.27   | 에브게니 릴로프                                                                             | 러시아 올림픽 위원회 (ROC) | 2020년 도쿄   | 2021년 7월 30일 | [ 10 ] |
| 100m 평영          | 57.13     | 애덤 피티                                                                                   | 영국 (GBR)                 | 2016년 리우   | 2016년 8월 7일  | [ 11 ] |
| 200m 평영          | 2:06.38   | 재크 스터블티쿡                                                                             | 오스트레일리아 (AUS)       | 2020년 도쿄   | 2021년 7월 29일 | [ 12 ] |
| 100m 접영          | ♦49.45    | 케일럽 드레슬                                                                               | 미국 (USA)                 | 2020년 도쿄   | 2021년 7월 31일 | [ 13 ] |
| 200m 접영          | 1:51.25   | 밀라크 크리슈토프                                                                           | 헝가리 (HUN)               | 2020년 도쿄   | 2021년 7월 28일 | [ 14 ] |
| 200m 개인 혼영     | 1:54.23   | 마이클 펠프스                                                                               | 미국 (USA)                 | 2008년 베이징 | 2008년 8월 15일 | [ 15 ] |
| 400m 개인 혼영     | 4:03.84   | 마이클 펠프스                                                                               | 미국 (USA)                 | 2008년 베이징 | 2008년 8월 10일 | [ 16 ] |
| 4x100m 자유형 계주 | ♦3:08.24  | 마이클 펠프스(47.51초) 개럿 웨버게일(47.02초) 컬런 존스 (47.65초) 제이슨 리잭 (46.06초)     | 미국 (USA)                 | 2008년 베이징 | 2008년 8월 11일 | [ 17 ] |
| 4x200m 자유형 계주 | 6:58.56   | 마이클 펠프스 (1:43.31) 라이언 록티 (1:44.28) 리키 베런스 (1:46.29) 피터 밴더케이 (1:44.68) | 미국 (USA)                 | 2008년 베이징 | 2008년 8월 13일 | [ 18 ] |
| 4x100m 혼영 계주   | ♦3:26.78  | 라이언 머피 (52.31초) 마이클 앤드류 (58.49초) 케일럽 드레슬 (49.03초) 자크 애플 (46.95초)   | 미국 (USA)                 | 2020년 도쿄   | 2021년 8월 1일  | [ 19 ] |

## 여자 기록

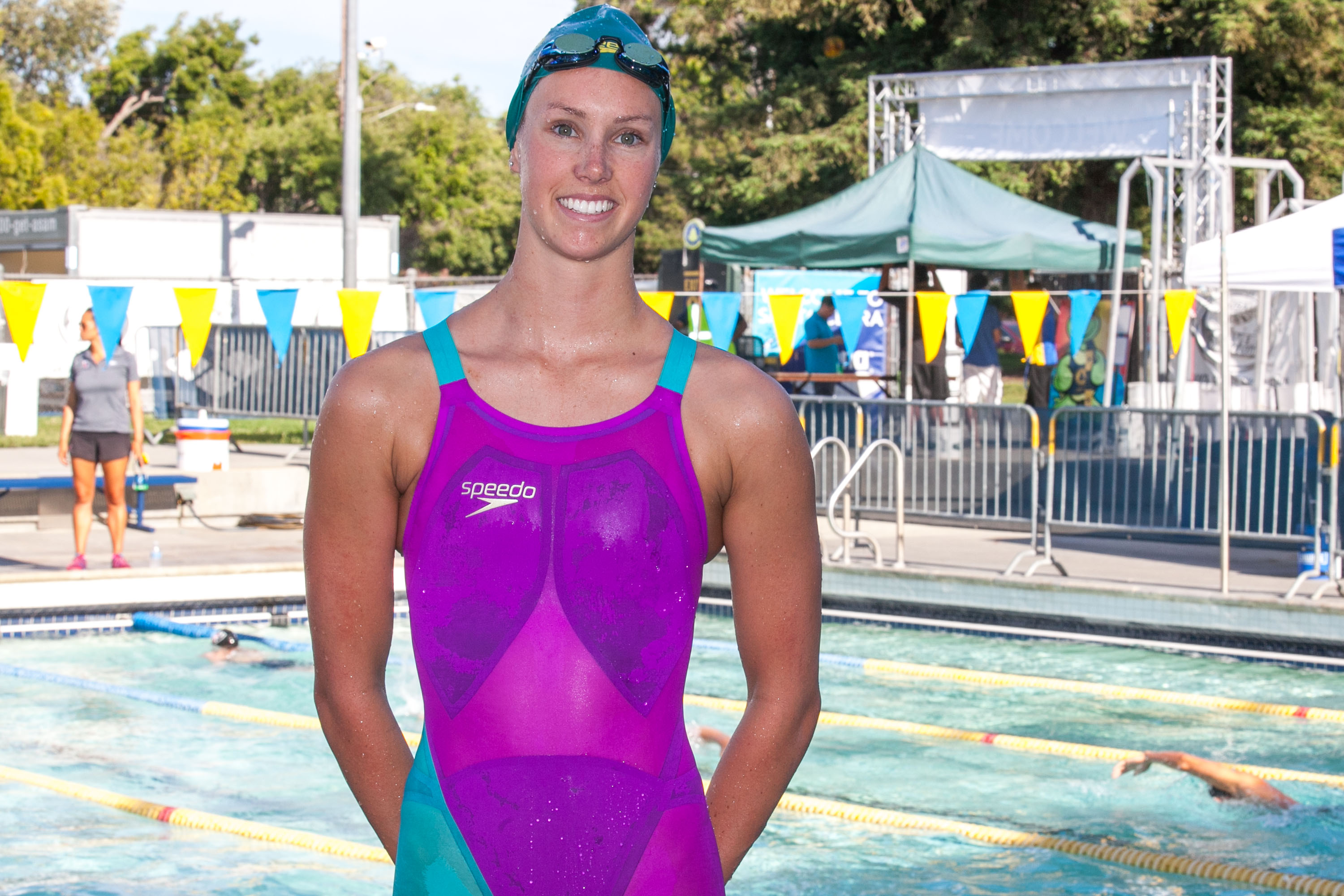
여자 50m, 100m 자유형 종목 올림픽 기록 보유자 에마 매키언

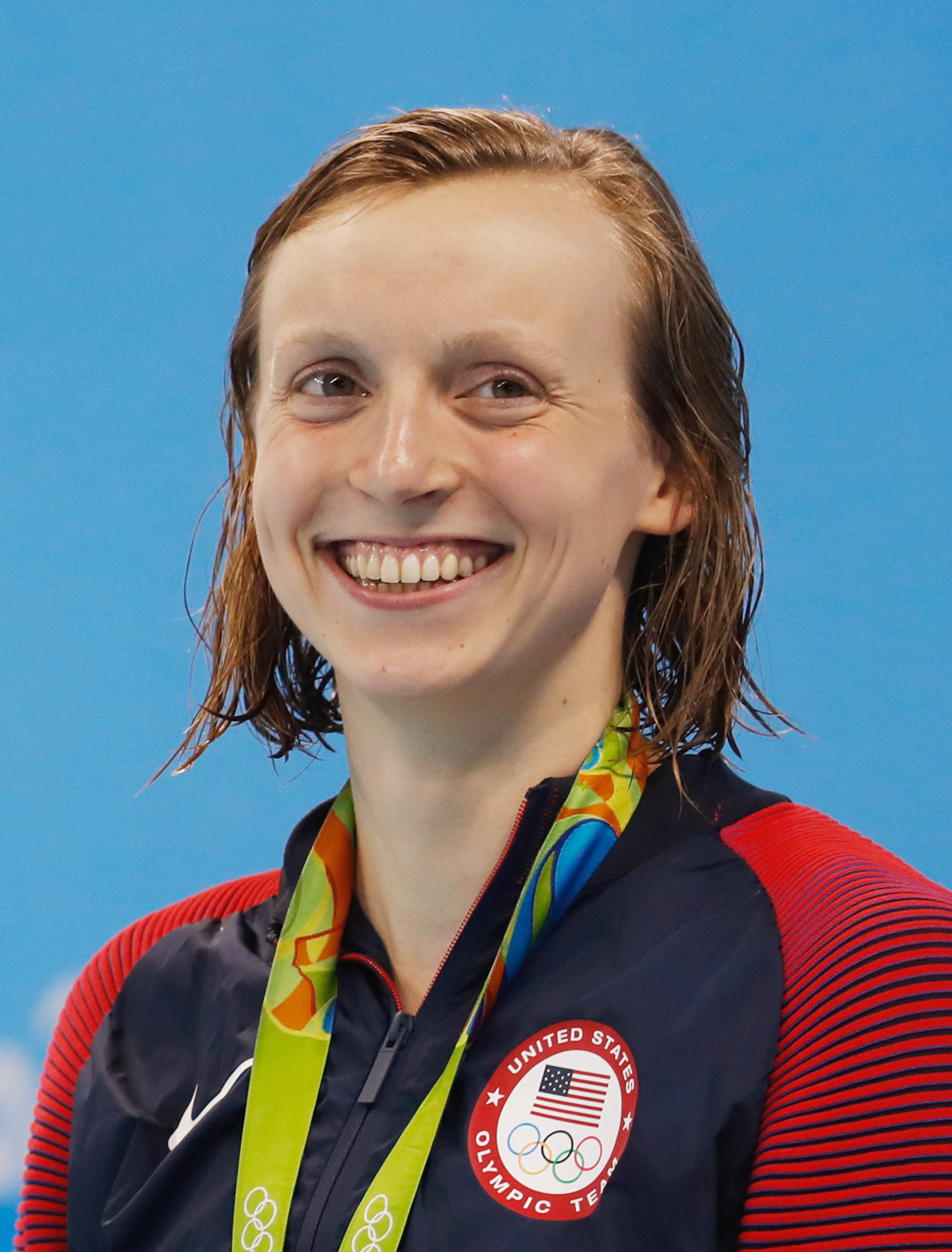
2016년 리우올림픽 여자 400m / 800m 자유형에서 올림픽 신기록을 세운 케이티 러데키

◆ 표는 현재 세계 기록에도 해당된다. 세계기록의 기준은 2020년 도쿄 올림픽 폐막일을 기준일로 하며, 기준대회는 IOC 공인 대회만 인정한다.
| 종목               | 기록     | 선수                                                                              | 국적                    | 대회        | 날짜            | 주     |
| ------------------ | -------- | --------------------------------------------------------------------------------- | ----------------------- | ----------- | --------------- | ------ |
| 50m 자유형         | 23.81    | 에마 매키언                                                                       | 오스트레일리아 (AUS)    | 2020년 도쿄 | 2021년 8월 1일  |        |
| 100m 자유형        | 51.96    | 에마 매키언                                                                       | 오스트레일리아 (AUS)    | 2020년 도쿄 | 2021년 7월 30일 | [ 20 ] |
| 200m 자유형        | 1:53.50  | 에이리안 티트머스                                                                 | 오스트레일리아 (AUS)    | 2020년 도쿄 | 2021년 7월 28일 | [ 21 ] |
| 400m 자유형        | 3:56.46  | 케이티 러데키                                                                     | 미국 (USA)              | 2016년 리우 | 2016년 8월 7일  | [ 22 ] |
| 800m 자유형        | ♦8:04.79 | 케이티 러데키                                                                     | 미국 (USA)              | 2016년 리우 | 2016년 8월 12일 | [ 23 ] |
| 1500m 자유형       | 15:35.35 | 케이티 러데키                                                                     | 미국 (USA)              | 2020년 도쿄 | 2021년 7월 26일 | [ 24 ] |
| 100m 배영          | 57.47    | 케일리 매콘                                                                       | 오스트레일리아 (AUS)    | 2020년 도쿄 | 2021년 7월 27일 | [ 25 ] |
| 200m 배영          | 2:04.06  | 미시 프랭클린                                                                     | 미국 (USA)              | 2012년 런던 | 2012년 8월 3일  | [ 26 ] |
| 100m 평영          | 1:04.82  | 타티아나 스쿤마커                                                                 | 남아프리카 공화국 (RSA) | 2020년 도쿄 | 2021년 7월 25일 | [F]    |
| 200m 평영          | 2:18.95  | 타티아나 스쿤마커                                                                 | 남아프리카 공화국 (RSA) | 2020년 도쿄 | 2021년 7월 30일 | [ 28 ] |
| 100m 접영          | ♦55.48   | 사라 셰스트룀                                                                     | 스웨덴 (SWE)            | 2016년 리우 | 2016년 8월 7일  | [ 29 ] |
| 200m 접영          | 2:03.86  | 장유페이                                                                          | 중화인민공화국 (CHN)    | 2020년 도쿄 | 2021년 7월 29일 | [ 30 ] |
| 200m 개인 혼영     | 2:06.58  | 호수 커틴커                                                                       | 헝가리 (HUN)            | 2016년 리우 | 2016년 8월 9일  | [ 31 ] |
| 400m 개인 혼영     | 4:26.36  | 호수 커틴커                                                                       | 헝가리 (HUN)            | 2016년 리우 | 2016년 8월 6일  | [ 32 ] |
| 4x100m 자유형 계주 | 3:29.69  | 브론트 캠벨(53.01) 멕 해리스 (53.09) 에마 매키언 (51.35) 케이트 캠벨 (52.24)      | 오스트레일리아 (AUS)    | 2020년 도쿄 | 2021년 7월 25일 | [ 33 ] |
| 4x200m 자유형 계주 | 7:40.33  | 양준솬 (1:54.37) 탕무한 (1:55.00) 장유페이 (1:55.66) 리빙제 (1:55.30)             | 중화인민공화국 (CHN)    | 2020년 도쿄 | 2021년 7월 29일 | [ 34 ] |
| 4x100m 혼영 계주   | 3:51.60  | 케일리 맥콘 (58.01) 첼시 호지스 (1:05.57) 에마 매키언 (55.91) 케이트 캠벨 (52.11) | 오스트레일리아 (AUS)    | 2020년 도쿄 | 2021년 8월 1일  |        |

## 혼성 기록
◆ 표는 현재 세계 기록에도 해당된다. 세계기록의 기준은 2020년 도쿄 올림픽 폐막일을 기준일로 하며, 기준대회는 IOC 공인 대회만 인정한다.
| 종목             | 기록     | 선수                                                                             | 국적 | 대회        | 날짜            | 주 |
| ---------------- | -------- | -------------------------------------------------------------------------------- | ---- | ----------- | --------------- | -- |
| 4x100m 혼영 계주 | ♦3:37.58 | 캐슬린 도슨(58.80초) 애덤 피티 (56.78초) 제임스 가이 (50.00초) 안나 홉킨 (52.00) | 영국 | 2020년 도쿄 | 2021년 7월 31일 |    |

## 참고 문헌
- “OLYMPIC RECORDS – after Rio 2016” (PDF). 《FINA》.